# Villasila de Valdavia
Villasila de Valdavia es un municipio y localidad española de la provincia de Palencia, en la comunidad autónoma de Castilla y León. Perteneciente a la comarca de Vega-Valdavia, cuenta con una población de 72 habitantes (INE 2017). Se encuentra en el margen izquierdo del Valdavia, en el kilómetro 20 de la carretera provincial P-236.

## Geografía

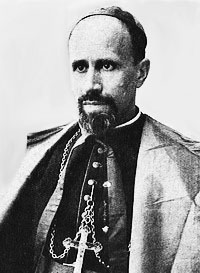
Obispo Federico Melendro.

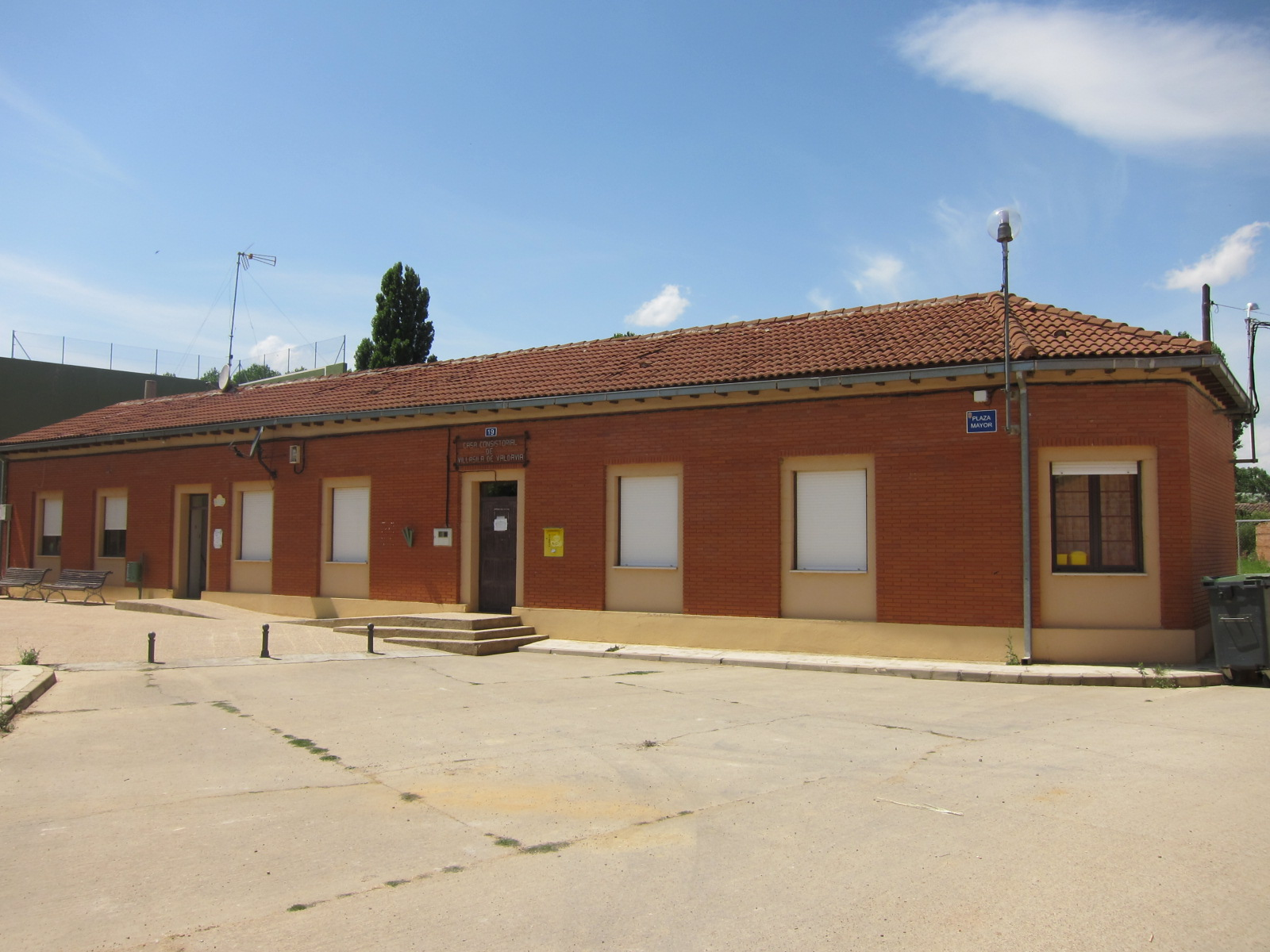
Ayuntamiento de Villasila.

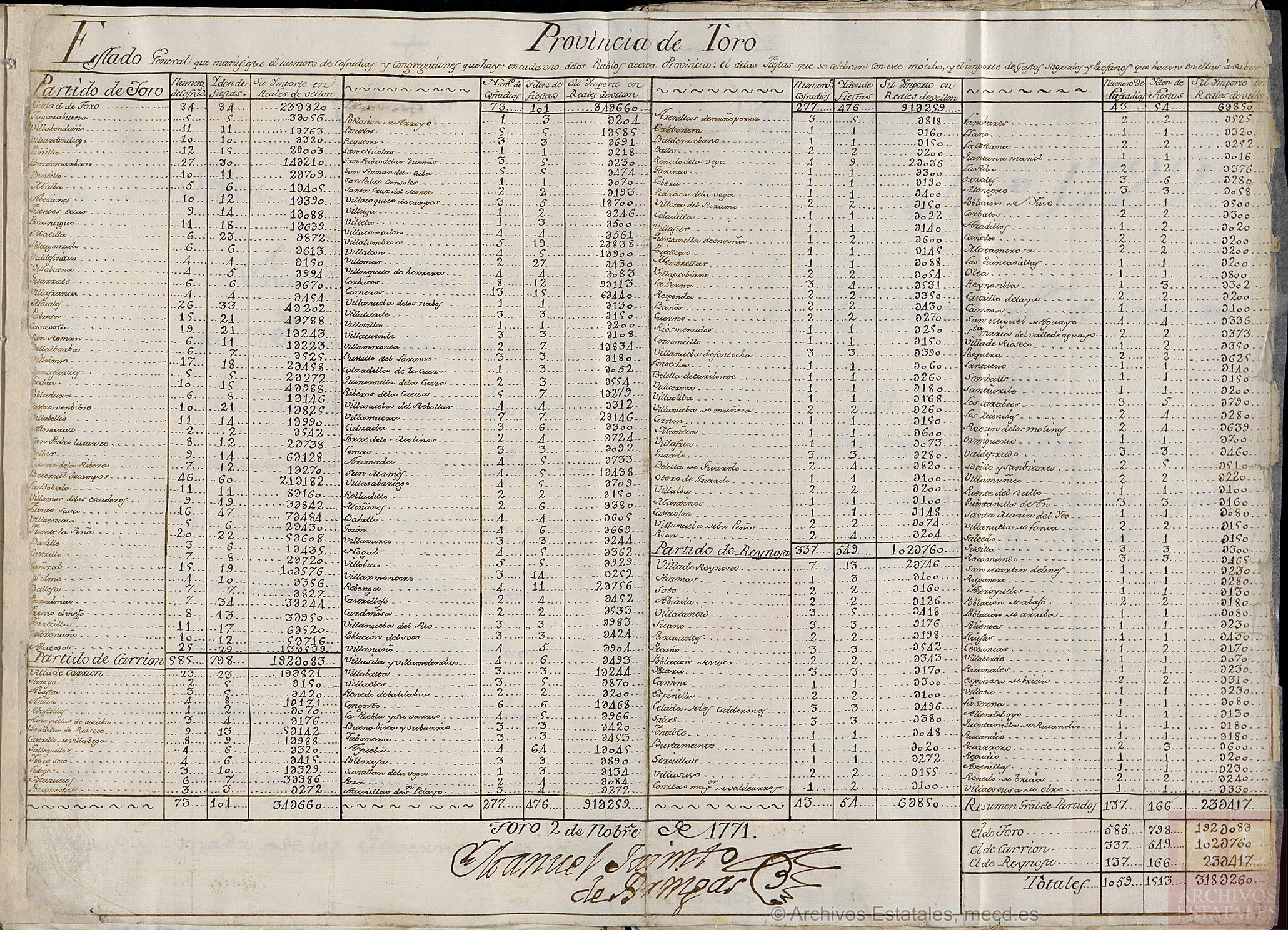
Expediente de remisión de Manuel Jacinto de Bringas, intendente de la provincia de Toro al conde de Aranda, del estado de las congregaciones, cofradías y hermandades que hay en los pueblos de dicha jurisdicción. Año expedición 1770 / 1771. En él figuran Villamelendro y Villasila con 4 cofradías, 6 fiestas y 6493 reales de Vellón de presupuesto

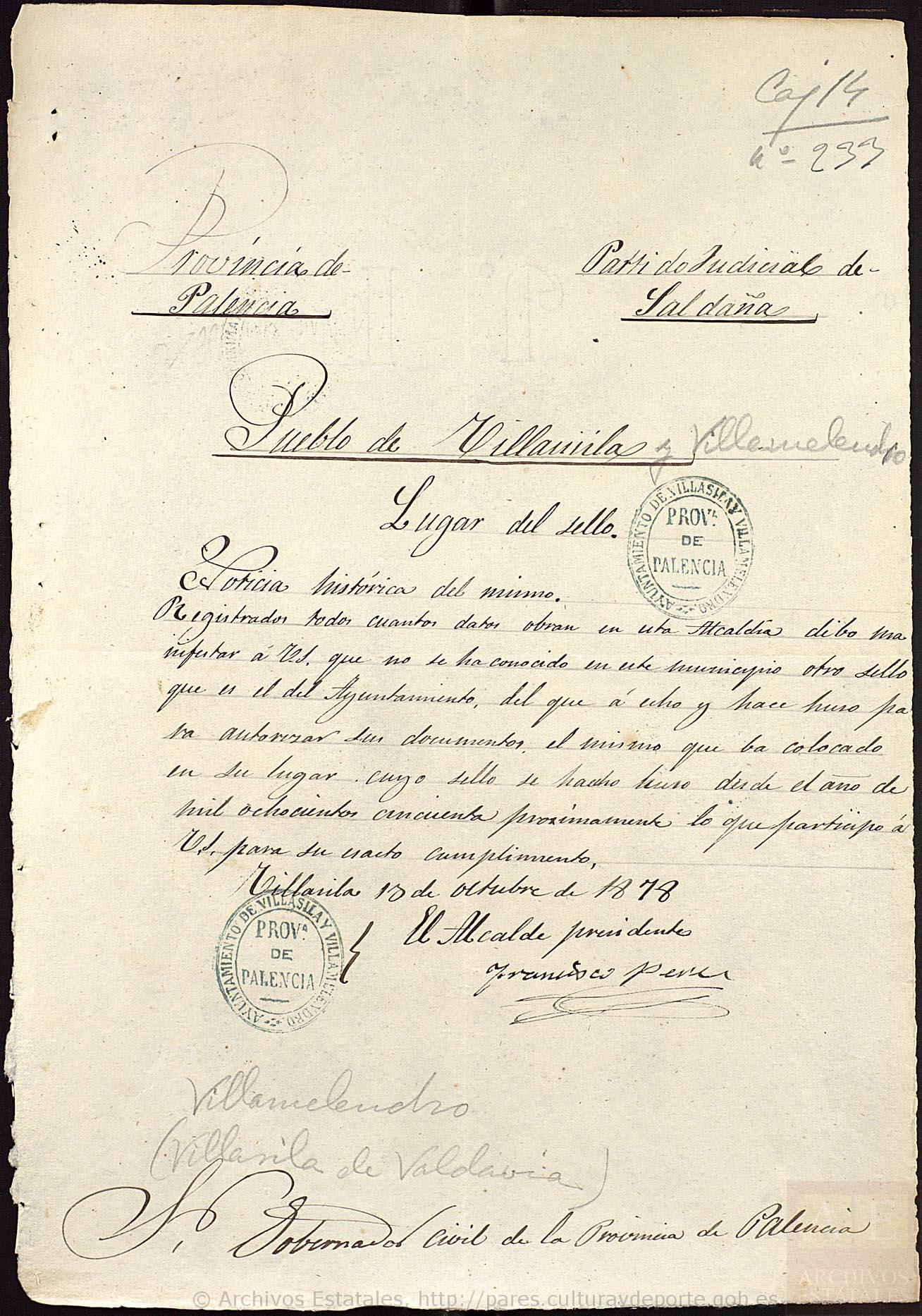

Su término municipal comprende la pedanía de:
- Villamelendro de Valdavia.

### Despoblados
Cardeñosa.
Despoblado cuya primera mención conocida data de 1175 dentro de un volumen manuscrito perteneciente al Monasterio de Santa María de Retuerta,1 donde Fortun Monoz otorga sus heredades en dicho término al monasterio de Arenillas de San Pelayo, donde pudo haberse redactado dicha donación y que era casa filial del de Retuerta. En el Becerro de las Presentaciones de León (siglos XIII-XV), la parroquia de Cardeñosa aparece mencionado junto con la de San Pedro de Villanueva dentro de las parroquias de Villasila que pertenecían al arciprestazgo de la Puebla.En la actualidad, se observan, en un corte del camino a Socardeñosa, restos de tejas y construcciones que pudieron corresponderse con el despoblado. Se desconoce el motivo y la fecha de su desaparición. Con respecto a la parroquia de San Pedro, lo más probable es que se refiera a San Pedro de Guantes, entre Villanueva de Arriba y Villaoliva de la Peña.

## Historia
La primera mención escrita de Villasila, junto con otros pueblos vecinos tiene lugar en 1175 dentro de un volumen manuscrito perteneciente al Monasterio de Santa María de Retuerta, donde varios vecinos de la villa firman como testigos de una donación de Fortun Monoz de sus heredades en Cardeñosa, despoblado próximo a Villasila. Entre ellos Pedro Roiz, el nieto del tal don Fortuno, Don Domingo (arcipreste), Don Iohannes (el abad), Estephan Iohannes, Petro iohannes, Don Diago (abad también), Petrus Domínguez, Iohan Domínguez, Muño Petrez y todo el concejo de Villasila. Eran casas filiales de Este monasterio Vallisoletano de Retuerta, entre otros, el  monasterio de Arenillas de San Pelayo, donde pudo haberse redactado el mismo.
El 12 de enero de 1180, Alfonso VIII rey de Castilla concede fuero tanto a Villasila como a Villamelendro en Carrión de los Condes, tras la petición efectuada por los clérigos de ambas villas. Este privilegio es ratificado el l 8 de marzo de 1255 por el rey Alfonso X de Castilla en Aguilar de Campoo
El 19 de diciembre de 1186, tan sólo 6 años después del privilegio otorgado por Alfonso VIII, el régimen de ambas villas es cambiado, pasando de realengo a behetría ya que figura Pedro Rodríguez de Castro en un diploma de Alfonso VIII  firmado en Arévalo, como señor de Villasila y Villamelendro. Este ricohombre castellano fue hijo de Rodrigo Fernández de Castro "el Calvo" y estuvo casado con Urraca Rodríguez de Guzmán, con la que no tuvo descendencia. 
En 1189, Pedro Rodríguez de Castro, junto con su esposa, da por sus almas a la Orden de Santiago la villa de Villamelendro junto con Villasila. El comendador de Uclés Don Pero Franco se las concede a los donantes en prestimonio vitalicio con la condición de que después de su muerte queden en encomienda del comendador de Uclés. Estas condiciones se dan a partir del 18 de octubre de 1194, Alfonso VIII efectúa en Alarcos, la donación definitiva a la Orden de Santiago del Alcázar de Alarcón, la mitad de los portazgos de Alarcón y Alconchel, la aldea de las Gascas, Villasila, Villamelendro y otras heredades. Dicha donación se reitera un mes más tarde, el 24 de noviembre en Toledo, donde Alfonso VIII da además a la Orden, la mitad del portazgo de Alarcón y de Valera de Roa, las villas de Villasila y Villamelendro pero en este caso, a cambio del castillo de Alarcón, la quinta parte de las rentas de esta villa y la aldea de Las Gascas, convirtiendo ambas aldeas en villas de abadengo.
A partir de este momento el devenir de ambas villas queda marcado por la actividad de los Hospitales de Las Tiendas y Villamartín (fundado por Tello Pérez de Meneses al igual que el de San Nicolás del Real Camino), produciéndose varias anotaciones relacionadas con aportaciones destinadas al mantenimiento de estos lugares, o incluso en topónimos de Villamelendro como Matafrades o el bosque de los frailes, o el pago de Las Monjas en Villasila, el cual puede aludir a las monjas santiaguistas de Santa Eufemia.
La primera de estas anotaciones de las que se tiene noticia, tiene lugar el 8 de julio de 1212, dentro de la documentación del monasterio santiaguista femenino de Santa Eufemia de Cozuelos, donde aparecen los yernos de don Gil de Villamorco, como vendedores de unas tierras sitas en Fuente Juan Vellídez a Díaz Roiz, comendador de Campos (antiguo nombre con el que se conocía al valle de la Valdavia) y de Villasila para la Orden de Santiago.
En 1231, D. Alfonso Martínez y Don García Martínez, junto con sus esposas Doña Mari Roiz y Doña Alda, fundan en el Hospital de Villamartín un aniversario por su alma, la de sus padres y parientes entregando como compensación sus propiedades en Villasila, Villamelendro, Villanueva de Arriba, Villafría de la Peña, Amayuelas de Abajo y Villafolfo. Se indica además que cada año se envíe, del pedido de Villasila, 9 maravedíes a la frontera o se le mandase al Maestre de La Orden de Santiago, así como que no se venda nada de los montes de Villasila para poder así dar servicio a los pobre, clérigos y abastecimiento de este hospital.
El 16 de noviembre de 1288, dentro del catálogo de regestas del Monasterio de Santa Eufemia de Cozuelos, se firma en Villasila un documento por el cual Don Pedro Fernández, maestre de la Orden de la Caballería de Santiago se dirige a los comendadores, concejos, alcaldes, jueces, y portazgueros, concediendo libertad de pastos y aguas a los ganados del monasterio de Santa Eufemia en todo el reino de León.
Entre 1350 y 1366, se describen ambos pueblos dentro del Becerro de las Behetrías de Castilla, mandado escribir por Pedro I de Castilla, donde se detalla lo siguiente:

«Villa Sila. Este logar es abbadengo e es del maestre de santhiago. Derechos del rey. Pagan monedas e la meitat de los servizios al rey quando los echa en su tierra Et la otra meitat de los servizios que los lieva el maestre Et que non dan yantar nin fonsadera nin lo pagaron nunca. Derechos de los señores. Da cada ome al dicho maestre por infurcion cada año por el solar en que mora vna fanega de trigo e tres cantaras de vino e vna puesta de tozino e xvj dineros e la muger viuda que da la meitat desta infurcion e dixieron quel dicho logar de villa sila e los de villa melendo que dan cada año de martiniega al dicho maestre ccccxviij mrs.
Villa Melendo. Este logar es de la orden de santhiago. Derechos del rey. Dan al rey monedas e serbizios quando los echa en su tierra e que nos pagan yantar ni fonsadera nin lo pagaron nunca. Derechos de los señores. Da cada ome que mora en el dicho logar cada año ala dicha orden vna fanega de trigo e tres cantaras de vino e vna pieza de carne que vala tres mrs e diez e seys dineros e dixieron queste dicho logar e villa sila que da cada año ala orden de martiniega ccccxviij mrs.»

El 21 de febrero de 1527, durante el capítulo general de la orden, que tuvo lugar en Valladolid, y el cual estuvo presidido por Carlos V, se inició el examen de los libros de las visitaciones realizadas en Castilla la Vieja por Lope Sánchez Becerra y Juan Alonso, sacerdote de Montemolín, los cuales detallan una serie de acuerdos con respecto a las posesiones de la Orden en esta provincia eclesiástica. Entre ellos figuran los relativos al Hospital de las Tiendas y de Villamartín, haciendo referencia a que se debe costear sendas cajas de medio marco de plata para el Santísimo Sacramento, con destino a Villasila y Villamelendro (una para cada parroquia), así como averiguar si siguen vigente los derechos que pudo tener la Orden sobre un pozo antiguo, tierras y casas.
El 4 de junio de 1537, el propio Carlos V, como administrador perpetuo de la orden de Santiago, mediante su consejero Antonio de Luján resuelve la petición de Antonio de Valderrábano a favor del administrador del hospital de las Tiendas y de Villasirga (anteriormente de Villamartín), mediante la cual solicita una carta en el que se ratifica el privilegio otorgado por Alfonso VIII primero, que fue confirmado por Alfonso X posteriormente. Esta carta es pedida porque el mencionado administrador la necesita como prueba ante cierto pleito civil y criminal que tuvo lugar en Villasila y Villamelendro y del cual desconocemos los detalles
En 1740, se emite sentencia a colación de una querella interpuesta por el alcalde Villaeles quejándose de que diferentes sujetos habían construido un cauce y presa en terreno llamado el Canto abajo sito en término de Villaeles perturbando el cometido de la presa en cuanto a riego y pastos, que por acuerdo entre Villaeles, Villamelendro y Villasila, fue mandada construir en el término del Soto, y de donde procede el topónimo actual del cuérnago.
En 1828, el doctor Sebastián Miñano, miembro de la Real Academia de la Historia y de Sociedad de Geografía de París, en su Diccionario geográfico-estadístico de España y Portugal hace la siguiente descripción de ambas villas:

«VILLASILA y VILLAMELENDRO: Villas Realengas de España, provincia de Palencia, partido de Carrión. Alcalde ordinario, 97 vecinos, 342 habitantes, 1 parroquia, 1 pósito. Situados a orilla del río Valdavia. Confina por Norte con Villaeles, por Este con Sotobañado y Calahorra, por Sur con Arenillas de Nuño Pérez y Villanuño y por Oeste con Villota del Duque. Les rodean por Oeste y Norte bastantes montañas. Produce granos, pastos, lino y ganados. Dista 4 leguas de la cabeza de partido. Contribuye 2301 reales, 9 maravedíes. Derechos enajenados 342 reales, 15 maravedíes.»

En 1829 aparece dentro de la Nota de las cuotas de la Contribución general, dentro del Partido de Carrión de los Condes, contribuyendo con 9615 reales de vellón, y su traslación equivalente de 4807 maravedís.
En 1834 con la nueva división territorial, aparece dentro del partido judicial de Saldaña, el cual cuenta en su constitución con 108 pueblos, 4855 vecinos y 20170 almas, lo que da un ratio de 4,15 almas por vecino.
En 1845, Pascual Madoz detalla con mayor profusión, en su Diccionario geográfico-estadístico-histórico de España y sus posesiones de Ultramar lo siguiente:

«VILLASILA y VILLAMELENDRO: dos barrios que forman una villa con ayuntamiento en la provincia de Palencia (44 leguas), partido judicial de Saldaña (2 1/2) audiencia territorial y corregimiento general de Valladolid 49 diócesis de León (45). Situada en el centro de un valle, el primero en terreno llano y el otro en una pequeña altura, a distancia de 1/4 de hora. Su CLIMA es templado, bien ventilado y sano. Consta de 90 CASAS de pobre construcción; escuela de primeras letras, concurrida por 27 niños y 11 niñas y otra en Villamelendro. Uno y otro tienen fuente para el consumo del vecindario; 2 iglesisa parroquiales (San Pelayo la de Villasila y la Asunción la de Villamelendro) ambas de entrada y provisión en patrimoniales. La ermita de Santervás en término de Villasila es de mucha veneración en estos pueblos. El TÉRMINO confina: por Norte Villaeles, Este San Martín y Revilla de Collazos, Sur Arenillas de Nuño Pérez y Oeste Vega de Doña Olimpa. Su TERRENO es de excelente calidad y una buena porción de regadío. Le cruza el riachuelo de Valdavia tanto por el Este como el Oeste. Se halla poblado de robles, jaras y otros arbustos. Los CAMINOS son locales y medianos. La CORRESPONDENCIA se recibe de Saldaña. Produce trigo, centeno, cebada, avena, garbanzos, titos, yeros, lino, patatas, nabos y otras. Se cría ganado lanar, vacuno, caballar, mular, y caza de liebres, perdices y conejos, y pesca de truchas, barbos, peces y cangrejos. INDUSTRIA agrícola y elaboración de lienzo; molinos harineros, uno para cada barrio, y fábrica de aceite de arder. COMERCIO: la venta de sus productos, la importación de aceite, bacalao, arroz y otros artículos. POBLACIÓN: 45 vecinos, 234 almas CAPACIDAD PRODUCTIVA: 77.040 reales, IMPUESTOS: 2508 reales, PRESUPUESTO MUNICIPAL asciende a 4.000 reales y se cubre con los productos de reparto vecinal.»

En 1878, bajo la supervisión de Nicolás María Serrano, aparece la siguiente referencia en el Diccionario universal de la Lengua Castellana, Ciencias y Artes. Enciclopedia de los conocimientos humanos.

«Villasila y Villamelendro: Geog. Esp. Dos barrios que forman una villa con en la provincia de Palencia partido judicial de Saldaña audiencia territorial de Valladolid capitanía general de Castilla la Vieja y diócesis de León. con 275 habitantes. Están situados en el centro de un valle el primero en terreno llano y el otro en una pequeña distancia de un cuarto de hora. Produce trigo, centeno, cebada, avena, garbanzos, titos, yeros, lino, patatas nabos y otras hortalizas; cría ganado lanar, vacuno, caballar, mular y asnal.»

Este año también, se publican el sello oficial del Ayuntamiento de Villasila y Villamelendro, dejando constancia de la noticia histórica, en un documento custodiado en el Archivo Histórico Nacional:

«Provincia de Palencia. Partido Judicial de Saldaña. Pueblo de Villasila y Villamelendro. Lugar del Sello. Noticia histórica del mismo. Registrados todos cuantos datos obran en esta Alcaldía debo manifestar a V.S. que no se ha conocido en este municipio otro sello que es el del Ayuntamiento, del que á echo hace huso par autorizar sus documentos el mismo que ba colocado en su lugar cuyo sello se hacho huso desde el año de mil ochocientos cincuenta proximamente lo que participo á V.S. para su esacto cumplimiento. Villasila 13 de Octubre de 1878. EL alcalde presidente: Francisco Pérez (abajo) Villamelendro (Villasila de Valdavia) (abajo) Sr. Gobernador civil de la Provincia de Palencia.»

Sabemos que Villasila contó con un pósito municipal, cuya función principal era dar caridad y facilitar la siembra a los vecinos. Para ello realizaba un acopio de granos, principalmente trigo, y los prestaba en épocas de sementera o malas cosechas, preferentemente a los labradores más necesitados. La cuantía de los fondos depositados a fecha de 4 de junio de 1999 era de 35653 pesetas.

## Geografía humana

### Demografía
Cuenta con una población de 60 habitantes (INE 2024).
| Gráfica de evolución demográfica de Villasila de Valdavia entre 1842 y 2021 |
| |
| Población de derecho según los censos de población del INE Población de hecho según los censos de población del INEEn estos censos se denominaba Villasila y Villamelendro: 1842, 1857, 1860, 1877, 1887, 1897, 1900 y 1910 En estos censos se denominaba Villasila: 1920, 1930, 1940, 1950 y 1960 |

La evolución de la población de los dos núcleos que componen el municipio es la siguiente:
| 1900 | 1910 | 1920 | 1930 | 1940 | 1950 | 1960 | 1970 | 1981 | 1991 | 1996 | 2001 | 2004 | 2017 |
| 321  | 391  | 360  | 388  | 361  | 379  | 368  | 225  | 172  | 129  | 117  | 98   | 92   | 72   |

## Vecinos ilustres
- D. Santiago Francia Lorenzo (Villasila de Valdavia, 15-01-1934 - † Palencia, 23-09-2014 ). Deán y archivero mayor de la catedral de Palencia. Académico de la Institución Tello Téllez de Meneses desde el 26-05-1988. Doctor en Teología por la Universidad de Navarra, es autor de numerosos trabajos de investigación y de catalogación documental. Sobresalen, entre otras, Catálogo de las Actas Capitulares del siglo XV (Palencia, 1987), Aportación palentina a la gesta indiana (Palencia, 1992), Notas de archivo (Palencia, 1985-1991), así como publicaciones variadas en congresos y revistas especializadas.
- Federico Melendro Gutiérrez (Villasila de Valdavia, 18-07-1889 - † Villagarcía de Campos, 25-10-1978): Arzobispo de Anqing (China). A la edad de once años ingresó en el Colegio de San Zoilo de Carrión de los Condes, regentado por los jesuitas. Tras una temporal interrupción de su estudios por una grave enfermedad, pudo seguir su vocación y fue ordenado sacerdote el 05/03/1922. Tras cuatro años en Cuba, regresó a España y poco después marchó a las misiones de China. Elegido preste tit. remesiana y vicario apostólico de Anqing el 17/02/1930. Consagrado el 01/06/1930 por monseñor Huarte en Anqing, fue elegido arcipreste de Anking el 11/04/1946. Falleció el 14/10/1978.
- Juan Ramos: Alumno de la Universidad de Alcalá de 1798 a 1802. En el Archivo Nacional se conserva una certificación de estudios proveniente de la Universidad de Alcalá.[24]
- Román Llanos Maestro: Alumno del Real Colegio de Medicina y Cirugía de San Carlos de 1836 a 1839. En el Archivo Nacional se conserva una certificación de Estudios y prácticas, así como una copia de la partida de bautismo e información de limpieza de sangre y buena conducta.[25]
- Pedro Salmillo González: Licenciado en Farmacia por la Universidad Central de Farmacia. Dispensado del preparatorio por cursar todas las asignaturas en seis años (Cursos de 1868 a 1875).[26] Fue titular de la farmacia de Villaherreros, hasta su muerte en 1902, dejando un curioso anuncio en la revista La farmacia Moderna donde se indica que llegaba a rendir hasta 3000 pesetas mensuales[27]